# Sofie Bonde
Sofie Bonde (født 20. august 1972 i Århus) er en dansk sanger og musiker i popduoen Souvenirs, som hun dannede med sin mand Nils Torp i 1993. I 1997 medvirkede hun i familiefilmen Hannibal og Jerry, som Souvenirs også havde indspillet titelmelodien til.